# Нафтемборики
«Нафтемборики» (греч. H Ναυτεμπορική - «Судоходство и торговля») — одна из самых популярных ежедневных афинских газет и ведущая в отрасли судоходства и каботажа в Греции.
Сегодня «Нафтемборики» — официальный бюллетень Афинской фондовой биржи, однако имеет и значительный раздел, посвященный событиям культуры. Издатель — Naftemporiki Publishing SA, который имеет эксклюзивные права на сотрудничество с The Wall Street Journal Europe и публикацию их новостей на страницах «Нафтемборики» и в печатной, и в интернет-версии.

## История
Первый номер газеты вышел 4 апреля 1924 под названием «Ναυτικόν καὶ Ἐμπορικὸν» (буквально «Показатели судоходства и торговли») в Пирее. Во время немецкой оккупации печать газеты прекратилась, хотя периодически выходила на отдельных листах бумаги. Первый послевоенный очередной выпуск вышел в свет 8 марта 1945 года. С августа 1948 года издание выходило уже под новым названием «Нафтемборики» и в новом газетном формате 0,35 х 0,25.